# Micrurus corallinus
Espèce
Synonymes
- Elaps corallinus Merrem, 1820

Micrurus corallinus est une espèce de serpents de la famille des Elapidae.

## Description
Ce serpent venimeux terrestre, dont la longueur varie entre 50 et 70 cm, se déplace de nuit. La peau présente un motif d'anneaux alternativement blancs et noirs séparés par une frange rouge. La tête est petite et arrondie, recouverte d'écailles relativement plus grandes que sur le reste du corps. Les dents de la mandibule supérieure possèdent un canal permettant d'injecter le venin sous la peau de leurs victimes. La langue est bifide et rétractile. Au cours de la saison pluvieuse, la femelle pond entre 4 et 10 œufs, si petits qu'on peut à peine les voir, qui éclosent deux à trois mois plus tard. Les juvéniles mesurent entre 10 et 15 cm.
Il se nourrit de reptiles squamates (surtout de la famille des amphisbènes : Amphisbaena dubia, Cercolophia roberti, Leposternon microcephalum et Amphisbaena wuchereri) ; à défaut il s'alimentera de gymnophiones et de lézards.

## Répartition
Cette espèce se rencontre :
- au Paraguay ;
- en Argentine dans la province de Misiones ;
- au Brésil dans les États du Rio Grande do Sul, de Santa Catarina, de Rio de Janeiro, d'Espírito Santo, de Bahia et du Rio Grande do Norte.

## Publication originale
- Merrem, 1820 : Versuch eines Systems der Amphibien I (Tentamen Systematis Amphibiorum). J. C. Krieger, Marburg, p. 1-191 (texte intégral).